# Almira
Almira je žensko osebno ime.

## Različice imena
Alma, Almirka, Almir(m)

## Izvor imena
Ime Almira je lahko ženska oblika imena Almir. To ime razlagajo iz arabske besede al ämir, ki pomeni »vodja, povelnik, vladar«.
Po drugi razlagi pa ime povezujejo s španskim krajevnim imenom Almeria.

## Pogostost imena
- Leta 1994 je bilo v Sloveniji  po podatkih iz knjige Leksikon imen Janeza Kebra 289 nasilk tega imena. Ostale različice, ki so bile še v uporabi: Alma (707) in Almir (221).
- Po podatkih Statističnega urada Republike Slovenije je bilo na dan 31. decembra 2007 v Sloveniji število ženskih oseb z imenom Almira: 315.[2]

## Osebni praznik
V koledarju je ime uvrščeno k Almirju, god praznuje 12. septembra, ali pa k Amaliji, ki god praznuje 10. julija ali pa  12. decembra.